# Храм Иоанна Златоуста (Тула)
Храм святителя Иоанна Златоуста — старообрядческий православный храм в Туле. Относится к Московской епархии Русской православной старообрядческой церкви. Построен в 1903—1913 годах и до закрытия в 1924 году храм был единоверческим. В 2004 году передан РПСЦ. В настоящее время является единственным в Тульской области действующим старообрядческим храмом.

## История

### Строительство
В «Тульских епархиальных ведомостях» указывалось: «В Туле также давно мог бы составиться единоверческий приход, и по временам являлись желающие ходатайствовать о том пред высшим начальством. Но люди влиятельные из старообрядческого раскола всякий раз успевали отклонить их от этого дела, уговаривая приписаться к одному из московских единоверческих приходов. Наконец в последнее время в 1894 году, под энергичным влиянием нескольких образованных и вместе с тем глубоко искренних единоверцев составилось небольшое общество тульских граждан, решивших настойчиво ходатайствовать перед Тульским Архипастырем, а чрез его перед высшим церковным Правительством об открытии в городе Туле единоверческой церкви и прихода».
Таким образом усилиями Я. П. Прошина, И. А. Скворцова, В. Я. Земцова и его матери В. А. Земцовой, М. Я. Салищева в Туле был учреждён первый единоверческий приход, состоявший из десяти с небольшим человек. Для церкви было предоставлено довольно удобное помещение — храм во имя Тихона Амафунтского с приделом во имя Иоанна Златоуста в нижнем этаже колокольни Успенского собора в кремле. К 1903 году приход насчитывал 120 человек.
К тому времени единоверцы достаточно упрочили своё положение в Туле, и появилась необходимость приступить к постройке собственного храма. Дело несколько замедлилось из-за поиска места для строительства. Городские власти не нашли участка, который они могли бы уступить даром, и тогда единоверцы купили участок земли в Чулковской слободе.
27 мая 1903 года закладку единоверческого храма во имя Иоанна Златоуста освятил архиепископ Тульский и Белёвский Питирим (Окнов). На торжество были доставлены иконы и хоругви из Успенского кафедрального собора, храма Тихона Амафунтского, чулковской Христорождественской церкви.
Преосвященный Питирим произвёл освящение воды и елея, положение святых мощей, основного камня и под ним доски с именами архиепископа, священника и ктитора храма. Была начата кирпичная кладка, которую по всем четырём сторонам окропили святой водой.
К моменту закладки храма на его строительство поступило около 12 тысяч рублей, а требовалось ещё 24 тысячи. В итоге строительство затянулось на 10 лет. Он был возведён в популярном в то время русском стиле. Храм Иоанна Златоуста освятили 23 октября 1913 года. Притвор и каменную колокольню не построили из-за начавшейся Первой мировой войны и отсутствия средств. Временная звонница была поставлена во дворе церкви прямо на земле.

### Закрытие
Храм закрыли в 1924 году. В годы советской власти он лишился своего пятиглавия, использовался под склады и мастерские. В начале XXI века здание бывшей церкви Иоанна Златоуста находилось в оперативном управлении муниципального театра «У Толстовской заставы», часть площади сдавалась в аренду ООО «Росконтакт».
В декабре 1998 года возобновила свою деятельность Тульская старообрядческая община, и начались обращения в различные инстанции с просьбами о возвращении храма

### Современность
29 октября 2004 года Тульская городская Дума приняла решение о передаче здания храма, находящегося в аварийном состоянии, в собственность тульской общины Русской Православной Старообрядческой Церкви. Храм на тот момент находился в аварийном состоянии: из-за плохой кровли разрушались стены, падали кирпичи. В декабре 2004 года община провела в здании бывшего единоверческого храма во имя святителя Иоанна Златоустого первый молебен.
После передачи храма в собственность тульской общине активно взялись за его реконструкцию. Первым делом залатали дыры в кровле. На средства прихожан быстро восстановили часть внутренних помещений — сделали их пригодными для богослужений, и в декабре 2007 года храм был освящён. Другую часть храма — 2008 году пришлось законсервировать, чтобы здание не разрушилось
21 февраля 2008 года состоялась встреча Митрополита Московского и всея Руси Корнилия с губернатором Тульской области В. Д. Дудка, на которой шла речь об оказании помощи общине храма. В итоге встречи было решено направить специалистов для изучения текущего состояния храма. На встрече владыка Корнилий представил губернатору кандидата в священники на приход города Тулы — диакона Алексея Лосева.
2 марта 2008 года в храме Покрова Пресвятыя Богородицы, что в Рогожской слободе Москвы, митрополит Московский и Всея Руси Корнилий рукоположил во иереи диакона Алексея Лосева.
Во время урагана осенью 2008 года сорвало часть крыши как раз над той частью храма, где совершается молитва. Администрация Тулы, передавшая храм общине на правах собственности, от какой-либо помощи отказывается.
В 2011 году община снова столкнулась с проблемой ремонта кровли. Возможное обрушение свода в алтарной части поставило храм под угрозу закрытия. На полномасштабную реставрацию храма не хватает денежных средств. К тому моменту община храма насчитывала около 50 человек.
Накануне Великого Поста 2013 года тульские прихожане высказали священнику Алексею Лосеву сомнение в целевом расходовании жертвуемых на ремонт храма средств и поставили вопрос о финансовой открытости, ясности с доходами и расходами общины. В ответ о. Алексей Лосев отлучил от святыни тех, кто поставил этот вопрос. Возникла конфликтная ситуация, в результате которой подавляющее большинство активных прихожан храма в Туле перестали в нём молиться, а стали ездить за сотни километров в старообрядческие храмы Рязани и Калуги. Был проведён ремонт цокольного этажа, на который было потрачено больше миллиона вложений и занявший почти 2 года. Обустроить трапезную, крестильную и воскресную школу тульской старообрядческой общине помогла Русская православная церковь.
7 августа 2020 года предстоятель РПСЦ митрополит Корнилий совершил великое освящение престола храма с возложением антиминса (ранее службы совершались на походном престоле).
В начале 2023 года за счёт собственных средств и пожертвований был начат ремонт храма. Была укреплена кладка, воссозданы утраченные элементы декора алтарной стены, купола с крестами, которыми украшены апсиды. 20 мая 2023 года состоялось освящение трёх восьмиконечных крестов, воздвигнутых над алтарной частью. Вес каждого креста, украшенного сусальным золотом, составил 15 килограммов.
11 сентября 2023 года настоятелем храма был назначен иерей Александр Ревякин.